# Лигата на справедливостта: Богове и чудовища
„Лигата на справедливостта: Богове и чудовища“ (на английски: Justice League: Gods and Monsters) е издаден директно на видео анимационен супергеройски филм от 2015 година и е 21-ият филм от „Анимационната вселена на Ди Си“. Включва алтернативна версия на супергеройския „Лигата на справедливостта“ на Ди Си Комикс. Филмът е пуснат за изтегляне на 21 юли 2015 г. и е пуснат на DVD и Blu-ray на 28 юли 2015 г.

## В България
В България е излъчен за първи път през 2020 г. по Би Ти Ви Екшън с български войсоувър дублаж на Медиа Линк. Екипът се състои от:
| Озвучаващи артисти  | Златина Тасева Христина Ибришимова Георги Стоянов Мартин Герасков Тодор Георгиев |
| Преводач            | Пламен Узунов                                                                    |
| Тонрежисьор         | Александър Малинов                                                               |
| Режисьор на дублажа | Дора Ангелова                                                                    |